# Latin Grammy Awards
I Latin Grammy Awards sono riconoscimenti dell'Accademia Latina delle Arti e delle Scienze della Registrazione (Latin Academy of Recording Arts & Sciences, nota anche come Accademia Latina della Registrazione o Latin Recording Academy), assegnati per premiare un'affermazione eccezionale nell'industria musicale latina. Il Latin Grammy premia opere prodotte ovunque nel mondo che siano state registrate o in spagnolo o in portoghese ed è assegnato ogni anno negli Stati Uniti d'America. Possono essere prese in considerazione anche domande di prodotti registrati in lingue regionali dell'America Latina e della Penisola Iberica di paesi ispanofoni o lusofoni come il nahuatl, il catalano, il quechua. Sia il Grammy Award normale che il Grammy Award latino hanno processi simili di candidatura e votazione, nei quali le selezioni sono decise da addetti ai lavori all'interno dell'industria musicale latina.
La prima cerimonia annuale dei Latin Grammys si tenne presso lo Staples Center a Los Angeles il 13 settembre 2000. Trasmessa dalla CBS, divenne il primo programma di prima serata prevalentemente in lingua spagnola andato in onda su una rete televisiva americana di lingua inglese. La cerimonia della 17ª edizione annuale dei Latin Grammy Awards si tenne il 17 novembre 2016 alla T-Mobile Arena di Las Vegas (Nevada, mentre quella successiva si svolse il 16 novembre 2017 all'MGM Grand Garden Arena, sempre a Las Vegas.
Dal 2005, i premi sono trasmessi negli Stati Uniti dalla rete televisiva Univision. Nel 2013, 9,8 milioni di persone guardarono i Latin Grammy Awards su Univision, rendendo il canale per quella notte una delle tre reti principali degli Stati Uniti.

## Storia
L'Accademia Latina delle Arti e delle Scienze della Registrazione fu formata dalla Accademia Nazionale delle Arti e delle Scienze della Registrazione (National Academy of Recording Arts & Sciences) nel 1997, per iniziativa di Michael Greene e dei produttori e cantautori Rudy Pérez e Mauricio Abaroa. Rudy Pérez era il primo Presidente del Consiglio di amministrazione del capitolo dei Grammy della Florida. L'idea di un Grammy Award separato per la musica latina cominciò nel 1989. Secondo gli organizzatori, i Latin Grammy Awards furono istituiti poiché l'universo della musica latina era considerato troppo grande per rientrare nei Grammy Awards. I Latin Grammy Awards si concentrano principalmente sulla musica dell'America Latina, della Spagna, del Portogallo e degli Stati Uniti. Nel 2000, fu annunciato che i primi Latin Grammy Awards annuali avrebbero avuto luogo allo Staples Center il 13 settembre 2000. Il 7 luglio 2000, furono annunciate le candidature a Miami (Florida). I Latin Grammys furono presentati con oltre 39 categorie, incluse quelle limitate alle registrazioni in lingua spagnola e portoghese. La cerimonia si svolse come previsto allo Staples Center e fu teletrasmessa. L'edizione dell'anno successivo fu cancellata a causa degli attentati dell'11 settembre 2001, che era lo stesso giorno in cui lo spettacolo doveva avere luogo. Nel 2002, l'accademia elesse il suo primo consiglio di amministrazione indipendente. Nel 2005, il programma fu spostato dalla CBS alla Univision dove l'intera teletrasmissione fu in spagnolo.
I membri votanti vivono in varie regioni negli Stati Uniti e fuori da questi, inclusi America Latina, Spagna e Portogallo. Per esser ammissibile una registrazione deve avere almeno il 51% del suo contenuto registrato in spagnolo o in portoghese ed essere stato pubblicato commercialmente in Nord America, America Centrale, Sud America, Caraibi, Spagna e Portogallo. Prodotti registrati in lingue e dialetti come catalano, nahuatl, quechua, galiziano, valenciano, maya, possono essere accettati con voto a maggioranza dell'Accademia Latina della Registrazione. Per la musica strumentale, l'Accademia accetta registrazioni che siano state composte o interpretate da un musicista iberoamericano. Il periodo di ammissibilità è dal 1º luglio dell'anno precedente al 30 giugno dell'anno in cui ha luogo la cerimonia del premio. Le registrazioni sono prima inseriti e poi rivisti per determinare i premi per i quali sono ammissibili. In seguito, le schede delle candidature sono spedite per posta ai membri votanti dell'accademia. I voti sono ordinati e le cinque registrazioni in ciascuna categoria con il maggior numero di voti diventano le candidate. Le schede finali di votazione sono inviate ai membri votanti e sono quindi determinati i vincitori, che sono annunciati in seguito ai Latin Grammy Awards. L'attuale Presidente e AD dell'Accademia Latina delle Arti e delle Scienze della Registrazione è Gabriel Abaroa, che è imparentato con Mauricio, uno dei fondatori.
Nel complesso ci sono tre eventi: il Premio alla carriera (Latin Grammy Lifetime Achievement Award), quando artisti famosi ricevono un riconoscimento per la loro carriera; il Premio al personaggio dell'anno (Latin Recording Academy Person of the Year), quando un solo artista riceve un riconoscimento in una cena di gala; e il Grammy stesso, un premio che riunisce artisti da tutta l'America Latina e la Penisola Iberica e che oggi viene trasmesso dal vivo in 80 paesi, incluso il Brasile, dal canale Univision (TNT in Brasile).

## Categorie
Allo stesso modo dei Grammy Award anche il Latin Grammy Award contiene molte categorie, per ogni genere musicale. Le quattro più importanti (che hanno valore generale e non fanno riferimento a un genere specifico) sono:
- Registrazione dell'anno (Record of the Year): è assegnato all'artista e al gruppo produttivo di una singola canzone.
- Album dell'anno (Album of the Year): è assegnato all'artista e al gruppo produttivo di un intero album.
- Canzone dell'anno (Song of the Year): è assegnato all'autore/compositore di una singola canzone.
- Miglior artista emergente (Best New Artist): è assegnato a un artista senza riferimento a una canzone o a un album.

Le altre categorie riguardano generi specifici. Vengono dati anche premi speciali fuori concorso per contributi più duraturi all'industria della musica latina.
La prima edizione del premio aveva 40 categorie, che l'anno successivo erano però scese a 38. L'ultima edizione del premio (2019) ha ben 48 categorie.

## Cerimonie
| Anno | Album dell'anno                                   | Registrazione dell'anno                           | Canzone dell'anno                                                        | Miglior artista emergente      | Note   |
| ---- | ------------------------------------------------- | ------------------------------------------------- | ------------------------------------------------------------------------ | ------------------------------ | ------ |
| 2000 | Luis Miguel Amarte Es Un Placer                   | Santana Maná Corazón Espinado                     | Marc Anthony Dímelo                                                      | Ibrahim Ferrer                 | [ 18 ] |
| 2001 | Alejandro Sanz El Alma Al Aire                    | Alejandro Sanz El Alma Al Aire                    | Alejandro Sanz El Alma Al Aire                                           | Juanes                         | [ 19 ] |
| 2002 | Alejandro Sanz MTV Unplugged                      | Alejandro Sanz Y Solo Se Me Ocurre Amarte         | Alejandro Sanz Y Solo Se Me Ocurre Amarte                                | Jorge Moreno                   | [ 20 ] |
| 2003 | Juanes Un Día Normal                              | Juanes Es Por Ti                                  | Juanes Es Por Ti                                                         | David Bisbal                   | [ 21 ] |
| 2004 | Alejandro Sanz No Es Lo Mismo                     | Alejandro Sanz No Es Lo Mismo                     | Alejandro Sanz No Es Lo Mismo                                            | María Rita                     | [ 22 ] |
| 2005 | Ivan Lins Cantando Histórias                      | Alejandro Sanz Tú No Tienes Alma                  | Alejandro Sanz Tú No Tienes Alma                                         | Bebe                           | [ 23 ] |
| 2006 | Shakira Fijación oral vol. 1                      | Shakira Alejandro Sanz La tortura                 | Shakira Alejandro Sanz La tortura                                        | Calle 13                       | [ 24 ] |
| 2007 | Juan Luis Guerra La Llave De Mi Corazón           | Juan Luis Guerra La Llave De Mi Corazón           | Juan Luis Guerra La Llave De Mi Corazón                                  | Jesse & Joy                    | [ 25 ] |
| 2008 | Juanes La Vida... Es Un Ratico                    | Juanes Me Enamora                                 | Juanes Me Enamora                                                        | Kany García                    | [ 26 ] |
| 2009 | Calle 13 Los de Atrás Vienen Conmigo              | Calle 13 Café Tacuba No Hay Nadie Como Tú         | Luis Fonsi Aleks Syntek Noel Schajris David Bisbal Aquí Estoy Yo         | Alexander Acha                 | [ 27 ] |
| 2010 | Juan Luis Guerra A Son de Guerra                  | Camila Mientes                                    | Camila Mientes                                                           | Alex Cuba                      | [ 28 ] |
| 2011 | Calle 13 Entren Los Que Quieran                   | Calle 13 Latinoamérica                            | Calle 13 Latinoamérica                                                   | Sie7e                          | [ 29 ] |
| 2012 | Juanes MTV Unplugged                              | Jesse & Joy ¡Corre!                               | Jesse & Joy ¡Corre!                                                      | 3BallMTY                       | [ 30 ] |
| 2013 | Draco Rosa Vida                                   | Marc Anthony Vivir Mi Vida                        | Carlos Vives Volví A Nacer                                               | Gaby Moreno                    | [ 31 ] |
| 2014 | Paco de Lucía Canción Andaluza                    | Jorge Drexler Ana Tijoux Universos Paralelos      | Enrique IglesiasDescemer Bueno Gente de Zona Bailando                    | Mariana Vega                   | [ 32 ] |
| 2015 | Juan Luis Guerra Todo Tiene Su Hora               | Natalia Lafourcade Hasta La Raíz                  | Natalia Lafourcade Hasta La Raíz                                         | Monsieur Periné                | [ 33 ] |
| 2016 | Juan Gabriel Los Dúo, Vol. 2                      | Carlos Vives Shakira La Bicicleta                 | Carlos Vives Shakira La Bicicleta                                        | Manuel Medrano                 | [ 34 ] |
| 2017 | Rubén Blades Salsa Big Band                       | Luis Fonsi Daddy Yankee Despacito                 | Luis Fonsi Daddy Yankee Despacito                                        | Vicente García                 | [ 35 ] |
| 2018 | Luis Miguel ¡México Por Siempre!                  | Jorge Drexler Telefonía                           | Jorge Drexler Telefonía                                                  | Karol G                        | [ 36 ] |
| 2019 | Rosalía El Mal Querer                             | Alejandro Sanz Camila Cabello Mi Persona Favorita | Pedro Capó Calma                                                         | Nella                          | [ 37 ] |
| 2020 | Natalia Lafourcade Un Canto Por México, Vol. 1    | Alejandro Sanz Contigo                            | Residente René                                                           | Mike Bahía                     | [ 38 ] |
| 2021 | Rubén Blades Roberto Delgado & Orquesta SALSWING! | Caetano Veloso Tom Veloso Talvez                  | Yotuel Gente de Zona Descemer Bueno Maykel Osorbo El Funky Patria y Vida | Juliana Velásquez              | [ 39 ] |
| 2022 | Rosalía Motomami                                  | Jorge Drexler C. Tangana Tocarte                  | Jorge Drexler C. Tangana Tocarte                                         | Angela Alvarez Silvana Estrada | [ 40 ] |
| 2023 | Karol G Mañana será bonito                        | Natalia Lafourcade De Todas las Flores            | Bizarrap & Shakira Shakira: Bzrp Music Sessions Vol. 53                  | Joaquina                       | [ 41 ] |

## Vincitori principali
Con 21 Latin Grammy Awards, il gruppo Calle 13 ha vinto il maggior numero di premi. Juanes, con 19 Latin Grammy Awards, detiene il record per il più alto numero di premi vinti da un artista solista. Natalia Lafourcade è la maggiore vincitrice tra le artiste donne con 14 premi. La cantante italiana Laura Pausini, con 5 Latin Grammy Awards, detiene invece il primato tra i vincitori non latini.

## Critiche
Come i loro omologhi Grammy Awards, anche i Latin Grammy Awards sono stati oggetto di critiche da parte di vari artisti e giornalisti musicali.
All'atto dell'annuncio dei Latin Grammy Awards nel 1999, parecchi giornalisti musicali espressero preoccupazioni sull'uso dei premi come strumento di marketing da parte dei media tradizionali. Manny S. Gonzalez del Vista En L.A riteneva che il premio sarebbe stato usato solo per pubblicizzare artisti promossi da Emilio Estefan. La mancanza di categorie per la musica di lingua non spagnola o portoghese è stata criticata, soprattutto da artisti che considerano il loro lavoro "latino" ma non sono ammissibili per un Latin Grammy, inclusi quelli di Haiti e i musicisti celti delle regioni della Galizia e delle Asturie in Spagna. Il requisito linguistico è stato criticato anche da Tony Succar il cui album, Unity: The Latin Tribute to Michael Jackson, non era ammissibile per un Latin Grammy Award malgrado fosse stato registrato con la salsa. In risposta alle critiche, un portavoce dell'Accademia Latina della Registrazione affermò: "L'Accademia Latina della Registrazione considera la musica in base ai contenuti della registrazione stessa – gli elementi tecnici che entrano nell'arte di fare la musica – non in base a come una registrazione o un artista è commercializzato esternamente." Nel 2001, gli esuli cubani che vivevano a Miami protestarono ai Latin Grammy Awards per aver permesso ai musicisti che vivevano a Cuba di esibirsi sul palco. Questo ebbe come risultato che i Latin Grammys furono trasferiti a Los Angeles per la loro seconda edizione annuale (che alla fine sarebbe stata cancellata a causa dei già menzionati attacchi dell'11 settembre).
Il cantautore venezuelano Franco de Vita definì i Latin Grammys "falsi e una menzogna" e affermò che se dovesse vincere il premio, non lo accetterebbe. In seguito ricevette un Latin Grammy per il suo album En Primera Fila. Il musicista americano Willie Colón osservò la relazione tra i Latin Grammys e le principali etichette discografiche latine. Il cantautore messicano Aleks Syntek notò che gli artisti messicani in generale erano apatici verso i premi.

## Sedi della cerimonia
Dal 2009 i Latin Grammy Awards vengono consegnati annualmente a Las Vegas, città dove la cerimonia venne tenuta una prima volta nel 2007. In precedenza i premi erano stati assegnati prevalentemente a Los Angeles (in tre diverse sedi: Mandalay Bay Events Center, MGM Grand Garden Arena e T-Mobile Arena); nel 2003 ebbero invece luogo a Miami. In altre due occasioni furono scelte New York e Houston.